# Koos Moerenhout
Koos Moerenhout (ur. 5 listopada 1973 w Achthuizen) – holenderski kolarz szosowy.
Największym sukcesem kolarza jest zwycięstwo w wyścigu Circuit Franco-Belge w 1996 roku oraz dwukrotne mistrzostwo kraju w wyścigu ze startu wspólnego. W 2010 odniósł duży sukces, kończąc prestiżowy wyścig zaliczany do ProTour – Eneco Tour na drugim miejscu.

## Najważniejsze zwycięstwa i sukcesy
- 1996
  - Circuit Franco-Belge plus wygrany etap i klas. punktowa
- 1997
  - etap w Rheinland-Pfalz Rundfahrt
- 1999
  - etap w Dookoła Kraju Basków
- 2003
  - etap w Rheinland-Pfalz Rundfahrt
- 2005
  - dwunasty w Vuelta a España
- 2007
  -  mistrzostwo kraju w wyścigu ze startu wspólnego
- 2009
  -  mistrzostwo kraju w wyścigu ze startu wspólnego
  - etap w Dookoła Austrii
- 2010
  - drugi w Eneco Tour
    - 1. miejsce na 3. etapie